# Eduard Schönfeld
Eduard Schönfeld (Hildburghausen, 22 de diciembre de 1828 - Bonn, 1 de mayo de 1891) fue un astrónomo alemán, autor de distintos catálogos de nebulosas y estrellas.

## Biografía
Schönfeld nació en Hildburghausen, en el Ducado Sajonia-Meiningen-Hildburghausen, el 22 de diciembre de 1828. Comenzó su formación de manera brillante en el gimnasio de su pueblo natal, queriendo marcharse para estudiar astronomía, pero abandonó la idea obedeciendo a los deseos de su padre. Primero marchó a Hanóver, y después a Kassel para estudiar arquitectura, aunque parece que sentía poca inclinación hacia dicha carrera. En 1849 estudió química, siendo alumno de Robert Bunsen en la Universidad de Marburg, donde su amor por la astronomía resurgió gracias a las lecturas de Gerling.
En 1851 visitó el Observatorio de Bonn, y estudió astronomía, siendo alumno de Friedrich Argelander. En 1853 trabajó como asistente, y al año siguiente consiguió el doctorado con su tratado Nova elementa Thetidis. Contribuyó en gran medida en el Bonner Durchmusterung ("Compilación de Bonn") de los cielos del norte. También participó en la investigación de los cambios lumínicos de las estrellas variables, decicando a esta labor noches que, a causa de la luna llena, no resultaron ser adecuadas para la observación. Los resultados de esta investigación fueron publicados en Sitz. Berich. Wien. Akad. vol. xlii.
Durante un breve período de tiempo fue Privatdozent en Bonn, pero en 1859 ejerció de director en el Observatorio Mannheim. El equipo instrumental de aquel observatorio se hallaba muy anticuado, el mayor telescopio era un pequeño refractor de 73 líneas de apertura, pero siguió una línea de trabajo que le permitió adaptarse a los instrumentos de los que disponía, observando nebulosas, estrellas variables, cometas, y nuevos planetas. Los resultados de sus observaciones de nebulosas están contenidos en dos catálogos publicados en Astronomische Beobachtungen der Grossherzoglichen Sternwarte zu Mannheim (1862 y 1875), y las observaciones de estrellas variables aparecen en Jahresberichte des Mannheimer Vereins fur Naturkunde Nos.32 y 39 (1866 y 1875).
Debido a la muerte de Argelander, el 17 de febrero de 1875, Schönfeld le sucedió como director del Observatorio de Bonn, y poco después comenzó su mayor y último trabajo, la ampliación del plan de Argelander, de los cielos por debajo de los 23° de declinación sur. La experiencia adquirida anteriormente bajo la dirección de Argelander permitió a Schönfeld introducir mejoras en los métodos empleados, incrementando la precisión de su trabajo, el cual, en marzo de 1881, ya estaba prácticamente finalizado a falta de algunas revisiones. Este trabajo sirvió de base para el catálogo de 133 659 estrellas entre 2° y 23° declinación sur, el cual fue publicado en 1886 en ocho volúmenes.
Schönfeld fue miembro de la Astronomische Gesellschaft desde su fundación en 1863, siendo miembro del Consejo hasta 1869, y en 1875 convirtiéndose en editor de sus propias publicaciones junto con Winnecke. En 1878 fue elegido Relaciones Públicas de la Royal Astronomical Society. Murió el 1 de mayo de 1891.

## Eponimia
- El cráter lunar Schönfeld lleva este nombre en su memoria.[1]
- El asteroide (5926) Schönfeld también conmemora su nombre.[2]